# Danses cosmopolites à transformations
Danses cosmopolites à transformations je francouzský němý film. Film byl natočen 9. dubna 1901 a premiéru měl v roce 1902.
Film je považován za jeden z prvních tanečních filmů, produkovaných společností Pathé Frères.

## Děj
Film zachycuje muže a ženu, jak v národních krojích předvádějí různé druhy tance.